# جائزة بلجيكا الكبرى 2011
جائزة بلجيكا الكبرى 2011 (بالإنجليزية: 2011 Belgian Grand Prix)‏ هو سباق فورمولا 1 أقيم بتاريخ 28 أغسطس 2011 في حلبة دي سبا فرانكورشومب، حمام معدني، بلجيكا. كان الثاني عشر من أصل 19 في بطولة العالم لسباقات الفورمولا واحد موسم 2011. حلّ الألماني سباستيان فيتل أولا بينما جاء الأسترالي مارك ويبر في المركز الثاني وحصل على المركز الثالث البريطاني جنسن باتون.